# 網紋短刺魨
網紋短刺魨（学名：Chilomycterus reticulatus），又名斑鰭短刺魨、刺規、氣瓜仔，为輻鰭魚綱魨形目四齒魨亞目二齒魨科短刺魨屬下的一个种，為亞熱帶海水魚，分布於全球三大洋，棲息深度20-100公尺，體長可達69.7公分，成魚棲息在礁石區，幼魚棲息在大洋表層，獨居性，具有毒性，生活習性不明。